# Gastropholis vittata
Gastropholis vittata är en ödleart som beskrevs av  Fischer 1886. Gastropholis vittata ingår i släktet Gastropholis och familjen lacertider. Inga underarter finns listade i Catalogue of Life.